# Giuliano di Pierfrancesco de’ Medici
Giuliano di Pierfrancesco de’ Medici (Firenze, 1520 – Auriol, 1588. július 28.) olasz római katolikus érsek volt.

## Életrajza
Pierfrancesco di Lorenzo de’ Medici és Maria Soderini fia, Lorenzaccio de’ Medici testvére volt. Apja 5 éves korában elhunyt, ezután édesanyja és rokonai a Villa del Trebbióban nevelték tovább. Viszont 1526-ban, tekintettel a landsknechtek Firenzébe érkezésére, anyjával, testvérével együtt Velencébe menekült tovább.
Mivel testvére bűnös volt Alessandro de’ Medici firenzei herceg meggyilkolásában (1537), ő is először Bolognába, majd Velencébe menekült.
Miután részt vett a marcianói csatában (1554. augusztus 2.), Franciaországba ment, rokonához, Medici Katalin francia királynéhoz.
1561-ben Rómában járt, hogy egyházi karrierjét egyengesse, majd miután kinevezték Béziers püspökévé, ezek után visszatért Franciaországba. 1570-ben a a marseille-i Szent Viktor apátság apátja lett. 1571-ben pedig aixi érsekké nevezték ki. 1574-ben pedig albi érsekké nevezték ki.
I. Cosimo de’ Medici 1574-ben bekövetkezett halála után békét kötött I. Ferdinánd toszkánai nagyherceggel és 1576-ban Firenzébe látogatott. 1588-ban hunyt el Auriolban.

## Fordítás
- Ez a szócikk részben vagy egészben  a   Giuliano di Pierfrancesco de' Medici című olasz Wikipédia-szócikk ezen változatának fordításán alapul.  Az eredeti cikk szerkesztőit annak laptörténete sorolja fel. Ez a jelzés csupán a megfogalmazás eredetét és a szerzői jogokat jelzi, nem szolgál a cikkben szereplő információk forrásmegjelöléseként.